# Maschinengewehr 17
La Rheinmetall-Borsig MG 17 était une mitrailleuse allemande qui fut très largement utilisée sur les avions de la Luftwaffe au cours de la Seconde Guerre mondiale. Basée sur la Maschinengewehr 30, elle était destinée à servir en affût fixe dans les avions, contrairement à la MG 15, utilisée comme arme de sabord servie par un tireur.

## Histoire
Le traité de Versailles à la suite de la Première Guerre mondiale handicapa sérieusement les manufactures d'armes allemandes. Cependant, la jeune Luftwaffe nécessita d'adopter des armes avec des concepts novateurs pour équiper ses avions. 
Une de ces premières nouvelles armes fut donc la mitrailleuse MG 17 qui sera installée sur le chasseur biplan Arado Ar-65 au milieu des années 1930, puis sur le Arado Ar 68 et les légendaires Focke-Wulf Fw 190 et Messerschmitt Bf 109.
Cette mitrailleuse fut conçue pour être en affût fixe uniquement. Alimentée par une bande chargeur métallique se désagrégeant, cette arme automatique était basée sur le principe de rechargement par court recul du canon. 
Bien que cette arme possède une cadence de tir d'environ 1 160 coups par minute (cpm), la cadence était ramenée à 1 000 cpm dans le cas des montages synchronisés avec l'hélice pour les chasseurs monomoteurs. 
La MG 17 constituait l'armement principal des appareils de construction allemande de l'entre-deux-guerres, mais à partir de 1940, elle commença à être remplacée par des mitrailleuses lourdes (MG 151/15, MG 131) ou des canons automatiques (MK 103, MK 108) plus performants. En 1945, il ne restait presque plus d'appareils utilisant cette arme.

## Utilisateurs
- Arado Ar 64 - Chasseur
- Arado Ar 65 - Chasseur biplan
- Arado Ar 67 - Chasseur (prototype)
- Arado Ar 68 - Chasseur
- Arado Ar 76 - Avion d'entraînement
- Arado Ar 95 - Hydravion biplan de reconnaissance
- Arado Ar 96 - Avion d'entraînement
- Arado Ar 195 - Hydravion biplan de reconnaissance
- Arado Ar 196 - Hydravion de reconnaissance
- Arado Ar 240 - Chasseur lourd bimoteur
- Blohm & Voss BV 141 - Avion de reconnaissance asymétrique
- Blohm & Voss Ha 137 - Bombardier en piqué (prototype)
- Dornier Do 29 - Chasseur lourd (prototype)
- Dornier Do 17 - Bombardier léger / chasseur nocturne / reconnaissance
- Dornier Do 215 - Bombardier léger / chasseur nocturne / reconnaissance
- Dornier Do 217 - Bombardier bimoteur
- Fieseler Fi 98 - Biplan d'attaque au sol (prototype)
- Fieseler Fi 167 - Bombardier torpilleur biplan
- Focke-Wulf Fw 56 - Avion d'entraînement
- Focke-Wulf Fw 187 - Chasseur bimoteur
- Focke-Wulf Fw 189 - Avion de reconnaissance bimoteur
- Focke-Wulf Fw 190 - Chasseur
- Gotha Go 149 (en)- Avion d'entraînement
- Heinkel He 100 - Chasseur
- Heinkel He 111 - Bombardier bimoteur
- Heinkel He 112 - Chasseur
- Heinkel He 113 - Chasseur (prototype)
- Heinkel He 115 - Hydravion bombardier-torpilleur / mouilleur de mines
- Heinkel He 118 - Bombardier en piqué
- Heinkel He 45 - Bombardier léger biplan
- Heinkel He 51 - Chasseur / hydravion biplan
- Heinkel He 74 - Chasseur léger / entraînement biplan (prototype)
- Henschel Hs 122 - Avion de reconnaissance
- Henschel Hs 123 - Chasseur sesquiplan
- Henschel Hs 126 - Avion de reconnaissance
- Henschel Hs 129 - Avion d'attaque au sol bimoteur
- Junkers Ju 87 - Bombardier en piqué
- Junkers Ju 88 - Bombardier moyen / en piqué / torpilleur bimoteur
- Messerschmitt Bf 109 - Chasseur
- Messerschmitt Bf 110 - Chasseur lourd bimoteur
- Messerschmitt Me 209 - Chasseur
- Messerschmitt Me 210 - Chasseur lourd / attaque au sol bimoteur
- Messerschmitt Me 265 (en) - Chasseur lourd bimoteur (prototype)
- Messerschmitt Me 310 - Chasseur lourd bimoteur (prototype)
- Messerschmitt Me 410 - Chasseur lourd bimoteur
- Savoia-Marchetti SM.82 - Bombardier